# Короли Солнца
«Короли Солнца» (англ. Kings of the Sun) — американский исторический приключенческий фильм 1963 года, снятый режиссёром Джей Ли Томпсоном. Премьера ленты состоялась 18 декабря 1963 года.

## Сюжет
Действие фильма происходит в доколумбовой Мезоамерике. На столицу майя Чичен-Ицу нападает войско под предводительством Хунак Цила. В ходе битвы правитель Чичен-Ицы, Балам VIII, был убит. Его сын Балам IX решает со своим народом бежать от захватчиков.
Молодой вождь ведёт своих людей на север через Мексиканский залив к побережью, которое позже станет территорией США. Покидая полуостров Юкатан, они высадились на землях другого индейского племени, которым правил вождь Чёрный Орёл.
На новой земле они сталкиваются в сражении с племенем коренных американцев.
В борьбе с Баламом Чёрный Орёл был схвачен и заключён в темницу, а священники майя требуют принести его в жертву богам. Тем временем полчища Хунак Цила приближаются к новой родине майя, угрожая не только им, но и племени Чёрного Орла. Конфликт двух племён осложняется ещё и тем, что и король Балам, и Чёрный Орёл оба влюбляются в прекрасную принцессу майя.

## В ролях
- Юл Бриннер — Чёрный Орёл, вождь
- Джордж Чакирис — Балам, сын правителя племени майя
- Ричард Бейсхарт — Ак-Мин
- Ширли Энн Филд — Иксчель
- Брэд Декстер — Ак-Халеб
- Барри Морс — Ак-Зок
- Армандо Силвестри — Исатая
- Лео Гордон — Хунак Кеель
- Виктория Ветри — Иксзубин
- Руди Солари — Питц
- Хосе Морено — молодой индеец
- Форд Рейни — вождь
- Анхель Ди Стеффано — Балам

Текст за кадром читает Джеймс Коберн.

## Исторические сведения
На самом деле, правителя Чичен-Ицы, потерпевшего поражение в битве с Хунак Кеелем (лат. Hunac Ceel — тоже правитель одного из древнемайясских городов-государств Юкатана — Майяпана, но подчинивший себе много других древнемайясских «удельных княжеств»; в фильме Хунак Цил), звали Чак Шиб Чак. Потерпев в этой битве поражение, он (или его сын?) увёл своих сторонников не к Мексиканскому заливу и далее на север на территорию современных США, а вглубь полуострова Юкатан на юг-юго-запад — в район озера Петен-Ица (совр. департамент Петен, Гватемала), и на острове этого озера основал город Тах-Ица (он же Тайясаль). Этот город впоследствии прославился тем, что дольше всех древнемайясских городов оставался незавоёванным испанскими колонизаторами (до 1697 года).
Касательно «прекрасной принцессы», в которую в фильме влюбились сразу двое правителей/вождей — правитель Чичен-Ицы (бывший) или его сын и тот, кому Хунак Кеель приходился врагом его врага, — следует сказать, что войну с Чичен-Ицей Хунак Кеель начал под предлогом спасения похищенной Чак Шиб Чаком невесты (её звали Иш Цивнен) одного из своих (Хунак Кееля) союзников — Улиля, правителя Ульмиля.